# Fenusella wuestneii
Fenusella wuestneii är en stekelart som först beskrevs av Friedrich Wilhelm Konow 1894.  Fenusella wuestneii ingår i släktet Fenusella, och familjen bladsteklar. Arten är reproducerande i Sverige.